# Stathmopoda porphyrantha
Stathmopoda porphyrantha är en fjärilsart som beskrevs av Edward Meyrick 1913. Stathmopoda porphyrantha ingår i släktet Stathmopoda, och familjen signalmalar. Inga underarter finns listade i Catalogue of Life.